# Lombok International Airport
Lombok International Airport (indonesiska: Bandar Udara Internasional Lombok) är en flygplats i Indonesien.   Den ligger i distriktet Praya District, provinsen Nusa Tenggara Barat, i den sydvästra delen av landet, 1 100 km öster om huvudstaden Jakarta. Lombok International Airport ligger 97 meter över havet. Den ligger på ön Lombok Island. Lombok International Airport ligger i sjön Waduk Batujai.
Terrängen runt Lombok International Airport är platt.Runt Lombok International Airport är det tätbefolkat, med 383 invånare per kvadratkilometer. Närmaste större samhälle är Praya, 6,0 km norr om Lombok International Airport. Omgivningarna runt Lombok International Airport är en mosaik av jordbruksmark och naturlig växtlighet.